# Jehličnaté lesy mírného pásma
Jehličnaté lesy mírného pásma je suchozemský biom definovaný Světovým fondem na ochranu přírody. Jehličnaté lesy mírného pásma se vyskytují převážně v oblastech s teplým létem a chladnou zimou a liší se druhy rostlin. V některých převažují jehličnaté stromy, zatímco v jiných rostou především listnaté stálezelené stromy nebo směs obou typů stromů. Samostatný typ stanoviště, tropické jehličnaté lesy, se vyskytuje v tropičtějším podnebí.
Jehličnaté lesy mírného pásma jsou běžné v pobřežních oblastech regionů, které mají mírné zimy a vydatné srážky, nebo ve vnitrozemí v sušším podnebí či horských oblastech. Tyto lesy obývá mnoho druhů stromů včetně borovice, cedru, jedle a sekvoje. V podrostu se vyskytuje také široká škála bylinných a keřových druhů. Jehličnaté lesy mírného pásma udržují největší množství biomasy ze všech suchozemských ekosystémů a vyznačují se mohutnými stromy v oblastech deštných lesů mírného pásma.
Strukturálně jsou tyto lesy poměrně jednoduché a skládají se zpravidla ze dvou vrstev: koruny a podrostu. Některé lesy však mohou obsahovat i vrstvu keřů. Borovicové lesy podporují bylinnou přízemní vrstvu, v níž mohou převládat trávy a byliny, které přispívají k ekologicky významným požárům. Naproti tomu vlhké podmínky, které panují v deštných lesích mírného pásma, podporují dominanci kapradin a některých bylin.
Lesní společenstva s převahou obrovských stromů (např. sekvojovec obrovský, či sekvoj vždyzelená), neobvyklý ekologický fenomén, se vyskytují na západě Severní Ameriky, jihozápadě Jižní Ameriky a také v australské oblasti, například v jihovýchodní Austrálii a na severu Nového Zélandu.